# Villa macquarti
Villa macquarti är en tvåvingeart som beskrevs av Neal L. Evenhuis 1989. Villa macquarti ingår i släktet Villa, och familjen svävflugor.
Artens utbredningsområde är Queensland. Inga underarter finns listade.